# Kirsner Erika
Kirsner Erika (Hódmezővásárhely, 1975. december 23. –) magyar válogatott kézilabdázó.
A 2000-es olimpiára készülő bő keret tagja, de végül azon az olimpián nem vett részt. Első világversenyén, a 2000-es romániai Európa-bajnokságon mindjárt aranyérmes lett. Érdekesség még, hogy a 2006-os EHF-kupa döntőjének mindkét mérkőzésének utolsó percében döntetlen állásnál tudott győzelmet jelentő gólt szerezni.
Nyolc szezont játszott a Ferencvárosnál, ahol az utolsó években a csapatkapitányi címet is megkapta. A 2007-es magyar bajnoki cím megszerzése drámai csatában sikerült a Győr ellen - ebben nagy szerepe volt közismerten lelkes, végsőkig küzdő és a többieket is magával ragadó játékfelfogásának. Utána Tóth Tímeával együtt követte edzőjét, Németh Andrást a Hypohoz, ahonnan két sikeres szezon után társai hazatértek, Kirsner még egy évre szerződést hosszabbított. Bár bejelentette visszavonulását, 2010-ben egy sérült váci játékos pótlására visszatért.
2010-ben a Váci NKSE marketingese, 2011 nyarán klubigazgatója, majd elnöke lett. 2020 szeptemberében a Magyar Kézilabda Szövetség alelnökének választották.

## Sikerei

### Válogatottban
- Olimpia: 5. helyezett: 2004
- Világbajnokság: 2. helyezett: 2003
  - 6. helyezett: 2001
- Kézilabda-Európa-bajnokság: győztes: 2000
  - 5. helyezett: 2002

### Klubcsapatban
- EHF Bajnokok Ligája: 2. helyezett: 2002
- EHF-kupa: győztes: 2006
- Magyar bajnokság: 3-szoros győztes: 2000, 2002, 2007
- Magyar kupa: 2-szeres győztes: 2001, 2003
  - 2. helyezett: 2007